# Ernst Adolph
Ernst August Friedrich Adolph (* 8. April 1873 in Heinde; † 2. Juni 1955 in Goslar) war ein deutscher Generalmajor der Wehrmacht im Zweiten Weltkrieg.

## Leben
Ernst Adolph war Sohn des Heinder Pastors Heinrich Adolph. Er trat am 13. März 1894 als Fahnenjunker in das Infanterie-Regiment „von Lützow“ (1. Rheinisches) Nr. 25 der Preußischen Armee ein. Am 18. August 1895 erfolgte die Beförderung zum Sekondeleutnant. Als solcher war er von 1901 bis 1904 Adjutant beim Bezirkskommando Rastatt. Mitte Mai 1905 avancierte Adolph zum Oberleutnant und absolvierte ab Oktober 1905 für drei Jahre die Kriegsakademie. Im April 1909 folgt seine Kommandierung zum Großen Generalstab. Dorthin wurde er am 22. März 1911 versetzt. Daran schloss sich von August 1912 bis März 1914 eine Verwendung im Generalstab des II. Armee-Korps an. Bis Kriegsausbruch fungierte Adolph als Kompaniechef im 9. Lothringischen Infanterie-Regiment Nr. 173.
Mit Ausbruch des Ersten Weltkrieges wurde Adolph zum Ersten Generalstabsoffizier der 10. Ersatz-Division unter General Georg von Gayl ernannt. In dieser Stellung nahm er u. a. an der Schlacht in Lothringen teil. Im weiteren Kriegsverlauf hatte er ausschließlich Generalstabsverwendungen inne. Für seine Leistungen erhielt Adolph u. a. beide Klassen des Eisernen Kreuzes und das Ritterkreuz des Königlichen Hausordens von Hohenzollern mit Schwertern.
Nach Kriegsende wurde er am 19. Januar 1919 in die neu gegründete Reichswehr übernommen und war zwischen dem 1. Oktober 1920 und dem 1. April 1923 Bataillonskommandeur im 17. Infanterie-Regiment, wo er am 18. Dezember 1920 zum Oberstleutnant befördert wurde. Danach wurde er zum Regimentsstab versetzt und am 1. April 1925 zum Oberst befördert. Er war vom 1. Februar 1926 bis zum 1. August 1928 Kommandant der Feste Boyen bei Lötzen und wurde danach zwischen dem 1. August und seiner Versetzung in den Ruhestand am 31. Oktober 1928 zum Stab des Infanterieführers IV versetzt. Zum Abschied bekam er den Charakter eines Generalmajors.
Am 1. Juli 1935 wurde Adolph zur Verfügung des Heeres der Wehrmacht gestellt, ohne jedoch ein Kommando zu erhalten. Kurz vor Ausbruch des Zweiten Weltkrieges wurde er am 26. August 1939 zum stellvertretenden Kommandanten des Truppenübungsplatzes Bergen ernannt. Während des Westfeldzuges und auch nach dem Waffenstillstand von Compiègne fungierte er vom 1. Juni 1940 bis zum 31. Januar 1942 als Feldkommandant 755 in Le Mans. Am 1. Februar 1941 erhielt er das Patent zu seinem Dienstgrad als Generalmajor. Ab dem 1. Februar 1942 war er Wehrmachtkommandant von Dnepropetrowsk. Knapp vier Monate später wurde er am 25. Mai 1942 in die Führerreserve des Oberkommando der Wehrmacht versetzt. Am 31. August 1942 wurde seine Mobilmachungs-Verfügung aufgehoben.
Ernst Adolph starb am  2. Juni 1955 im Alter von 82 Jahren in Goslar.